# Ла-Манча

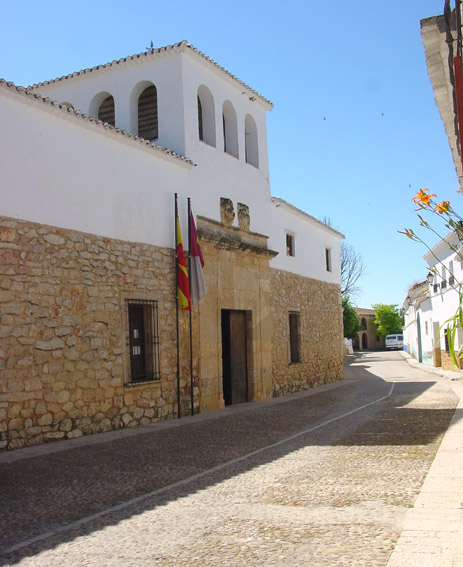
Музей Дульсінеї Тобоській в Ель-Тобосо

Ла-Ма́нча (ісп. La Mancha) — історична область в Іспанії, в автономній спільноті Кастилія — Ла-Манча. В минулому була окремою провінцією. У наш час[коли?] розглядається як окремий регіон (комарка), який поділяється на 10 субрегіонів (субкомарок). Частина субрегіонів Ла-Манчи знаходиться на території провінції Куенка, частина — на території провінції Сьюдад-Реаль, частина — на території провінції Толедо і частина — на території провінції Альбасете.
Ла-Манча являє собою рівнину в південно східній частині Новокастильського плоскогір'я. Довжина близько 300 км при ширині 190 км. Переважні висоти — 450—900 м. Розріджена чагарникова рослинність, сухі степи. Вирощування пшениці, виноградники, маслинові рощі. Є значні поклади ртуті (Альмаден).
Ла-Манча має понад 190 000 га засаджених виноградними лозами, і це найбільша зона постійного вирощування винограду у світі.
Найвідомішим представником Ла-Манчі був Дон Кіхот.

## Історичні області та регіони
- Антіпланісьє-де-Альманса — в межах провінції Альбасете
- Вальє-де-Алькудія — в межах провінції Сьюдад-Реаль
- Кампо-де-Монтьєль — на межі провінцій Сьюдад-Реаль і Альбасете
- Ла-Манча-де-Хукар — в межах провінції Альбасете
- Ла-Манчуела (Мала Манча) — на межі провінцій Куенка та Альбасете
- Манча-Альта (Верхня Манча) — на межі провінцій Толедо, Альбасете, Куенка та Сьюдад-Реаль
- Манча-Баха (Нижня Манча) — в межах провінції Сьюдад-Реаль
- Манча-де-Монтеарагон — в межах провінції Альбасете
- Меса-де-Оканія — в межах провінції Толедо
- Сьєрра-де-Алькарас — в межах провінції Альбасете